# Pečenci
Pečenci es un pueblo ubicado en el municipio de Bosansko Grahovo, en el cantón 10, Bosnia y Herzegovina.

## Superficie
Posee una superficie de 10,01 kilómetros cuadrados.

## Demografía
Hasta 2013 la población era de 61 habitantes, con una densidad de población de 6,1 habitantes por kilómetro cuadrado.